# Лора Ниро
Лора Ниро (на английски: Laura Nyro) е американска певица и автор на песни.

## Биография и творчество
Тя е родена на 18 октомври 1947 година в Ню Йорк в семейството на музикант. Ниро е бисексуална.
Започва да се занимава професионално с музика в средата на 60-те години, като издава няколко албума, а нейни песни имат значителен търговски успех в изпълнение на известни музиканти, като Барбра Страйсънд и „Фифт Дайменшън“.
Лора Нира умира на 8 април 1997 година в Данбъри.